# GIRL FRIENDS
『GIRL FRIENDS』（ガールフレンズ）は、森永みるくによる漫画作品。『コミックハイ!』（双葉社）にてVol.19からVol.65まで連載された。当初は基本的に奇数号のみ隔月掲載され、後に毎号掲載となった。

## 概要
女子高に通う少女・熊倉真理子が、ひょんなことから知り合ったクラスメート・大橋亜希子と交友を深めていく中で、それまでの平凡な毎日から徐々に女子高校生らしい様々なことに目覚めていく物語である。最初は人見知りしていた真理子は、やがて亜希子に対し友達から親友へと意識を変えていき、さらにより深い感情を抱くようになっていく。ガールズラブ要素のある作品でもあり、当初はプラトニックな意味合いだったが、中盤以降やや様相が変わってくる。
真理子らが通う大華女子高等学校（架空の校名）は、市ケ谷駅か九段下駅または半蔵門駅を通学上の最寄り駅とする短大附属高校であり、彼女らはマックやミスドもしくはモスでしばしば買い食いをする。また、真理子はauの携帯電話機・W51CAを使って亜希子らと通話をしたりメールを交換する。この様に、この作品には東京都内の実在の地名・駅名や店舗名などが実名で頻出する。単行本1巻後書きによれば、彼女らが通う高校は著者の母校がモデルであり、著者自身の学生生活の思い出と、当時は無かった携帯電話など今どきの習俗とを組み合わせて執筆されている。

## あらすじ
高校生活も2学期を迎えた頃、真理子（まり）はちょっと派手なクラスメート亜希子（あっこ）に初めて声をかけられた。彼女のペースに戸惑いつつも“イマドキ”の女子高生らしい新しい体験を重ねていくまりは、いつしかあっこをクラスメートから友達、親友として認識を深めていき、次第に親友という言葉でも足りない存在として意識し始める。

## 登場人物
声はドラマCDのもの。

### 主要人物
熊倉 真理子（くまくら まりこ）
声 - 佐々木未来
この作品の主人公。あっこからは「まり」、他の友達からは一般に「まりちん」と呼ばれる。真面目でおとなしく、読書好きで成績も良い。反面、内向的性格らしく人見知りをしたり、細かいことに悩んだり心配することも多い。その事から、中学時代は学校と塾を行き来するだけで、遊んだ経験は殆ど無いといった、あっことは対照的な生活を過ごしていた。2学期の追試験が終わった日、唐突に話しかけてきたあっこに面食らいながらも積極的な彼女の誘いを受けた彼女は翌日、共に美容室へ行き、あっこの勧めに従ってそれまでの長い髪を短くしてしまった。様相を変えた自分に感激するあっこを見た彼女は、あっこを友達として意識し始める。以後、ファッションやダイエットなどそれまでほとんど知らなかった経験を通じて、また自分が当初感じていた印象と違う面を彼女に発見することで、あっこ達との友情を育んでいく。2年生になった頃、すぎさんらの指摘であっこを親友と意識し、その頃から彼女を独占したい気持ちが自身の内にあることに気づき始めた。うらら達との合コンをあっこと共にドタキャンし彼女の自宅で初めて飲酒した日、眠り込んだあっこの唇を思わず奪ってしまう。後日、あっこにはそれを“遊び”と解釈されたが、まりにとってそれは別の感情に基づくもので、彼女は新たに芽生えた自分にも理解しがたいその感情に戸惑いつつある。彼女は北千住駅から秋葉原駅で乗り換えて通学しており、あっこと知り合ってからは市ヶ谷駅から秋葉原駅にかけての区間を一緒に登下校することが多い。家族は両親と弟が居る。物語開始時点ではあっこ、すぎさん、たまみんと同じ1年4組に所属、第6話以降は進級し、あっこ、うらら、くのちんと同じ附属短大進級コース（普通科・Aコース）の2年1組に属している。
大橋 亜希子（おおはし あきこ）
声 - 遠藤綾
この作品のヒロイン的人物。通称「あっこ」。学校の成績は芳しくないが、明るく社交的で、積極的かつ楽天的な性格。彼女自身によれば縮れ癖のある髪を、ストレートに長く伸ばしている（染髪の描写・言及は無いが、カラーでは茶髪である）。物語開始以前からまりに関心を持っていたが、英語の追試終了時に大きなため息をついた彼女を見て自分同様に成績不振だったものと勘違いし（まりがため息をついたのは、彼女自身の不注意から追試を受けることになった事態に対してだった）、声をかけた。共に下校する途中、彼女を初めての買い食いに誘い、まりが容貌に気を遣っていないことを知ると、彼女に美容院へ行くことを提案、さらにはショートヘアへのイメージチェンジを促した。こうしてまりとの交友を持ち始めた彼女は、プリクラやカジュアルファッションといった女子高生としてのおしゃれや遊びを通じて、まりとの友情を築いていく。彼女はいわゆるコギャルではないが、やや派手な様相で電車の中でもケータイを手放さないなど典型的な“イマドキの女子高生”であり、その能天気さ故に時にはまりを戸惑わせることもあったが、その実、細やかな気遣いをする友達想いの優しい少女でもあり、共に過ごす中でそうした面が垣間見えることが、まりを強く惹きつけている。あっこの家庭は母子家庭で、母親が留守がちなため、錦糸町にある自宅には一人で居ることが多い。見かけによらず合コンや酒は苦手だが、唯一カルアミルクだけは飲めるらしい。
杉山 里子（すぎやま さとこ）
声 - 小林ゆう
1年生時からのまりとあっこの友人。通称「すぎさん」。まり・あっこ・たまみんとの4人の中では最も長身で、ウェーブのかかった長い髪が特徴。美容とファッションに強いこだわりを持ち、派手好きでもある。また、折りにふれ何故か半裸になりたがる奇癖の持ち主。稀に嫌味を言う事がある。カロリーを消費する為、電車に乗る際は空いていても席には座らない。あっこによれば成績も“割といい”方で、2年生進級後は親の影響から看護系の進路を志して4人の中でただ1人、外部大学受験（B）コースに進んだ。合コン好きで、うらら達が企画した合コンにまりたちの代理としてたまみんと共に出席したが、後にボーイフレンドが5人も居たことが判明した。理想のタイプは「私が一生愛していられる人」。たまみん曰く、オタ系に偏見を持っているらしい。自宅は麻布十番にあり、通学には九段下駅を利用している。
洞察力に秀で、友人たちの中では唯一、あっことまりの関係を見抜いた人物でもある。
関根 珠実（せきね たまみ）
声 - かないみか
1年生時からのまりとあっこの友人。通称「たまみん」。まり・あっこ・すぎさんとの4人の中ではやや小柄で、セミロングヘアを耳元で2本に束ねて前に垂らした髪型が特徴。漫画が大好きで、通学時も漫画がつまった鞄を携行していたり、書店で大量の漫画本を買い込むことがある。自宅は上石神井だが、品川のアンミラでアルバイトをしているらしい。また、酔うと「キス魔」になる。2年生進級に伴い、まり・あっこらと同じく附属短大進学コースに進んだが、彼女たちとは別クラスに属している。通学には1年生時にはすぎさんと共に九段下駅を利用していたが、2年生進級後は市ヶ谷駅を利用することが多いと語っている。
久野 千晴（くの ちはる）
声 - 橘田いずみ
まりとあっこが2年生に進級した初日に知り合った友達の一人（第6話）。通称「くのちん」。ソバージュ系の髪型が特徴。アルバイト先の先輩達を相手とする合コンを企画、彼女らを誘った。当日に出席を取りやめたまり達の代理として出席したすぎさん・たまみんと「合コン友達」になった。
のちに、かつてあっこと因縁があった（まりが彼女の元カレ、そして初体験の相手と思い込んだ）男性と相思相愛になり、完全なノロケ担当キャラと化す。
田口 うらら（たぐち うらら）
声 - 瀬戸麻沙美
まりとあっこが2年生に進級した初日に知り合った友達の一人。ボーイッシュなショートヘアが特徴。まり達と知り合う以前からくのちんと仲が良かったらしく、彼女と一緒に居ることが多い。本人はうららという名前を「名前負けしている」として、気に入っていない様子。見た目やイメージを気にするくのちんとは対照的に、部活（テニス）のためなら日焼けもやむなしという性分のスポーツ少女。直接の描写は無いものの、後輩にもかなり慕われているらしい。
原田（はらだ）
まりの中学時代のクラスメートで、現在は同じ沿線の高校に通っている男子高校生。通学電車の中で乗り過ごしたまりに声をかけた事がきっかけとなり、やがて交際を申し込む。あっこへの報われない想いに自暴自棄になっていた事もあり、まりは深く考えずにＯＫしてしまうが、交際を始めてなおしばらく下の名前を覚えていないなど、恋愛対象としては全く見ていなかった。原田自身、自分たちがちゃんと相思相愛であるか自信がもてなかった事もあり、キスを拒まれたのを機に距離を置く。最終的にまりときちんと話して交際を終わらせたが、この時の彼の言葉が、まりに一歩踏み出す勇気を与える事になった。やや優柔不断な部分はあるものの、気さくで誠実な人物。
まりと破局した直後にすぎさん・たまみんに絡まれ、流されるままにたまみんのコスプレ友達（彼氏ではない）にされてしまった。

### その他、名前の付いている人物
マユちゃん
まりの小学校時の女友達。クリスマスイブの街で偶然再会する。昔よりかわいくなったまりを見て、自身の恋愛相談を持ちかける。まりは以前あっこに教わったコスメの知識を伝え、あっこはまりとの秘密にしていた毛髪のコンプレックスを話し、お互いの嫉妬心を掻き立てることとなる。
一方で、あっこはマユちゃんにメイクを施すことでその楽しさを見出し、まりと同じ附属短大ではなく美容専門学校への進学を考えるきっかけとなった。
成松
附属短大進級コース2年1組の担任教師。生徒からは「なるちゃん（先生）」と呼ばれ好かれているが、本人は教師としてナメられていると感じ悩んでいる。
本来はクラス替えの無い2年生～3年生の2年間の任期があるが、産休のため1年間で担任を退くこととなった。卒業式には男の赤ん坊を連れて駆けつけ、現担任を差し置いて生徒に囲まれお礼を言われ涙していた。
大橋由香
あっこの母親。大橋家は母子家庭なのであっことの2人暮らしである。進路希望調査書の保護者欄に名前が記載されている。仕事で家を空けていることが多いが、親子関係が悪いわけではない。まりのことはあっこから聞かされて知っており、卒業式で熊倉親子と初対面した。
玉造
1年4組→外部大学受験コース2年のすぎさんのクラス担任。生徒の間では「タマゾー」と呼ばれている。
前田
附属短大進級コース2年のたまみんのクラス担任。「愚かな！」が口癖。生徒からはうざがられている。
袴田
2年1組のクラスメイト。個人で漫画を描いており、漫画関係の専門学校への進学を希望している。進路希望調査書に美容専門学校と書いたあっこと共に職員室に呼び出される。最終的な進学先は不明。

## 書誌情報
- 森永みるく 『GIRL FRIENDS』 双葉社〈アクションコミックスコミックハイブランド〉、全5巻
  1. 2008年1月12日第1刷発行（2007年12月12日発売[1]）、ISBN 978-4-575-83437-6
  2. 2008年11月12日第1刷発行（同日発売[2]）、ISBN 978-4-575-83547-2
  3. 2009年9月12日第1刷発行（同日発売[3]）、ISBN 978-4-575-83673-8
  4. 2010年6月11日第1刷発行（同日発売[4]）、ISBN 978-4-575-83780-3
  5. 2010年11月12日第1刷発行（同日発売[5]）、ISBN 978-4-575-83836-7

## ドラマCD
音響監督は、嶋澤みどりである。
2011年1月28日に発売した。2010年12月31日のコミックマーケット79において、コミックハイ!ブースとHiBiKi Radio Stationブースで先行販売された。

## 世界的展開
繁体中国語、フランス語、ロシア語、中国語、ドイツ語、英語、スペイン語に翻訳されている。
フランス語で漫画情報・ニュースを提供する MANGA SANCTUARY が開催する MS Awards の Yaoi/Yuri 部門で、2011年の大賞を獲得した。